# Carlos Resende
Carlos Alberto da Rocha Resende (* 29. Mai 1971 in Porto, Portugal) ist ein portugiesischer Handballtrainer und ehemaliger Handballspieler.

## Karriere
Der linke Rückraumspieler spielte während seiner gesamten Karriere in Portugal. Mit Sporting Lissabon wurde er 1988 portugiesischer Jugendmeister. Ein Jahr darauf gewann er den Titel mit seinem neuen Verein FC Porto bei den Junioren. 1994 triumphierte er im Pokalwettbewerb. Anschließend wechselte er zu Académico Basket Clube, mit dem er vier Meisterschaften und drei Pokalsiege erringen konnte. Im Jahr 2000 kehrte er zum FC Porto zurück und führte ihn zu drei Meisterschaften und vier Pokalerfolgen. 2006 beendete er seine Karriere und wurde Trainer des Teams. Nach der Meisterschaft 2009 nahm er sich eine Pause und studierte Sport-Management am Instituto Superior da Maia. Nach zwei Jahren Unterbrechung übernahm er den Trainerposten bei Académico Basket Clube. Im Sommer 2017 wechselte Resende zu Benfica Lissabon. Nach der Saison 2019/20 gab er das Traineramt ab. Ab Sommer 2020 trainierte er den FC Gaia. Im Juli 2023 löste er Magnus Andersson beim FC Porto ab.
Carlos Resende ist mit 1444 Toren in 250 Länderspielen Portugals Rekordhalter beider Kategorien. Er wurde bei der Europameisterschaft 2000 fünftbester Torschütze und ins All-Star-Team gewählt.

## Erfolge

### Als Spieler
- Portugiesischer Meister 1995, 1996, 1997, 1999, 2002, 2003, 2004
- Portugiesischer Pokalsieger 1994, 1996, 1997, 2000, 2006
- Portugiesischer Ligapokalsieger 2003, 2004, 2005
- Portugiesischer Supercupsieger 1996, 1998, 2001
- All-Star-Team EM 2000
- Sportler des Jahres 1991
- Jugendsportler des Jahres 1989

### Als Trainer
- Portugiesischer Meister 2009, 2016
- Portugiesischer Pokalsieger 2007, 2015, 2017
- Portugiesischer Ligapokalsieger 2008, 2015

## Sonstiges
Seine Töchter Joana Resende und Patrícia Resende spielen ebenfalls Handball.